# Južna Georgia i otočje Južni Sandwich
Južna Georgia i otočje Južni Sandwich (izv. South Georgia and the South Sandwich Islands) je britansko prekomorsko područje u južnom Atlantiku, oko 1.390 kilometara jugoistočno od Falklanda i oko 2.150 kilometara istočno od Ognjene Zemlje. Administrativni centar je King Edward Point, na zaljevu Cumberland East Bay na Južnoj Georgiji, u kojem se 22. ožujka 2002. godine otvorila nova istraživačka postaja s izgrađenim laboratorijem i sadržajem za odmor, u kojem je već registrirano oko 20 brodova iz raznih država, među kojima, uz Falkland, i iz Španjolske, Južnoafričke Republike, Čilea i Urugvaja. 
Teritorij je okružen hladnim vodama Antarktika a veliki dijelovi otoka prekriveni su vječnim ledom, a u kasnoj zimi okruženi ledenim santama. Na Južnoj Georgiji svojom impozantnošću ističe se Mount Paget (2960 m) u planinama Allardyce Range, a s padina se prema fjordovima polako spuštaju brojni ledenjaci. Sastoji se od otoka Južna Georgia, otočja Južni Sandwich te nekoliko manjih otoka i grebena: Shag Rocks, Black Rock, Clerke Rocks i Bird Island.
Ukupna površina ovog područja je 3903 km², od čega 3760 km² otpada na Južnu Georgiju.
Ovo područje od kasnih 1700-ih do sredine 1900-ih služi kao baza lovcima na tuljane i kitolovcima. Manju turističku pozornost od 1990-ih privlače tuljani, pingvini i drugi divlji svijet.

## Ime
Postoji i naziv Južna Džordžija i Otoci Južni Sendvič.

## Zemljopis

### Južna Georgia
Uz Južnu Georgiju prvi pristaje kapetan James Cook (1775.), a uskoro ga s raznih strana svijeta slijede brojni lovci na tuljane i morske slonove. Britanija će Južnu Georgiju i Južni Sandwich aneksirati 1908. pismenom poveljom, i bit će pod njenom okuapcijom sve do kratkotrajne ilegalne argentinske okupacije 1982.  -Ernest Shackleton (1874. – 1922.) na svom posljednjem putovanju (ekspedicija Shackleton-Rowett) nakon srčanog udara i sahranjen je 5. ožujka 1922. u Grytvikenu. Do sredine 1900-ih Južna Georgia služi kao baza lovcima na tuljane i kitolovcima, a u tu svrhu 1904. osnovana je postaja za preradu kitova koja se zatvorila 1966. Na otoku su niknula brojna, danas mrtva naselja: Bird Island, Godthul, Husvik, Leith Harbour, Ocean Harbour, Prince Olav Harbour, Stromness, te spomenuti Grytviken i King Edward Point. Iz King Edward Pointa 2001. povukla se britanska vojska, pa je supostavljena istraživačka postaja.

### Otočje Južni Sandwich
Vindication Island, Candlemas Island, Saunders Island, Montagu Island, Bristol Island, Bellingshausen Island, Cook Island, Morell Island) je otkrio James Cook 1775. godine dok je 3 najsjevernija (Zavodovski, Leskoj, Visokoi) otkrio Fabian Gottlieb von Bellingshausen 1819.

## Povijest
Otoke Južni Sandwich i Južnu Georgiju zaposjeo je 1775. kapetan James Cook. Ernest Shackleton (1874. – 1922.) na svom posljednjem putovanju (ekspedicija Shackleton-Rowett) nakon srčanog udara i sahranjen je 5. ožujka 1922. u Grytvikenu. 
Južna Georgia dependencija je Falklanda od 1908. do 1985. zajedno s otočjem Južni Sandwich, danas britanski prekomorski teritorij South Georgia and the South Sandwich Islands.

## Vanjske poveznice
- Stranice vlade
- South Georgia Heritage Trust
- Istraživačka postaja na Bird Islandu

### Ostali projekti
|  | Zajednički poslužitelj ima još gradiva o temi Južna Georgia i otočje Sandwich |